# Bandera de la República Socialista Soviètica de l'Azerbaidjan
La bandera de la República Socialista Soviètica de l'Azerbaidjan (RSSA) va ser adoptada per primera vegada en 1920, i era una bandera vermella amb una mitja lluna i l'estrella groga a la cantonada superior esquerra.
Des de la segona part de 1921 a 1922, la República Socialista Soviètica de l'Azerbaidjan va utilitzar una bandera vermella amb els caràcters ciríl·lics CCPA ("RSSA") color groc.
El 1937, la falç i martell daurat es van afegir a la cantonada superior esquerra, amb les lletres RSSA sota dels caràcters llatins en un tipus de lletra serif en lloc dels caràcters ciríl·lics.
Una tercera versió va ser publicada en 1940, i va substituir les lletres RSSA per la seva versió en ciríl·lic АзССР.
L'última versió de la bandera va ser adoptada per l'RSS de l'Azerbaidjan el 7 d'octubre de 1952. Era la bandera de la Unió Soviètica, amb una banda horitzontal blava en el quart inferior.

## Colors
| Model de color | Blau        | Vermell      | Groc        |
| -------------- | ----------- | ------------ | ----------- |
| RGB            | 0, 48, 154  | 206, 0, 0    | 255, 216, 0 |
| CMYK           | 100-68-0-39 | 0-100-100-19 | 0-15-100-0  |
| HTML           | 00309A      | CE0000       | FFD800      |

## Banderes històriques

Bandera de la República Socialista Soviètica de l'Azerbaidjan (1920)
Bandera de la República Socialista Soviètica de l'Azerbaidjan (1920-1921)
Bandera de la República Socialista Soviètica de l'Azerbaidjan (1921-1922)
Bandera de la República Socialista Soviètica de l'Azerbaidjan (1922)
Bandera de la República Socialista Soviètica de l'Azerbaidjan (1922-1924)
Bandera de la República Socialista Soviètica de l'Azerbaidjan (1924)
Bandera de la República Socialista Soviètica de l'Azerbaidjan (1924-1925)
Bandera de la República Socialista Soviètica de l'Azerbaidjan (1929)
Bandera de la República Socialista Soviètica de l'Azerbaidjan (1937-1940)
Bandera de la República Socialista Soviètica de l'Azerbaidjan (1940-1952)